# Allium elmendorfii
Allium elmendorfii är en amaryllisväxtart som beskrevs av Marcus Eugene Jones och Francis Marion Ownbey. Allium elmendorfii ingår i släktet lökar, och familjen amaryllisväxter. Inga underarter finns listade i Catalogue of Life.